# Pedro Miguel Arce
Pedro Miguel Arce, conocido también como Pedro Arce Toro Martinez (Managua, Nicaragua, 17 de junio de 1976 - Toronto, Canadá, 9 de diciembre de 2022) fue un actor de cine y televisión canadiense de origen nicaragüense. Es reconocido por sus papeles en las películas Land of the Dead y Get Rich or Die Tryin', y en las series de televisión CSI: Miami y How I Met Your Mother.

## Filmografía

### Cine
- Ghost Dog 2 (2019) - (Dylan Vargo)
- Polar (2019) - (Pedro González)[4]
- Step Brothers (2008) - (Hard Wired)
- Fast Glass (2008) - (Punisher)
- Krews (2008)
- Are We Done Yet? (2007) - (Georgie Pulu)
- The Red Balloon (2006) - (Peter)
- Bunny Whipped (2006)
- Get Rich or Die Tryin' (2005) - (Guarda de seguridad)
- Land of the Dead (2005) - (Pillsbury)
- Elvis Gratton 3: Le retour d'Elvis Wong (2004) - (Elvis Wong)
- Confessions of a Teenage Drama Queen (2004)
- True Blue (2001)
- Fall (2000) - (Guardaespaldas)